# Lacht
Lacht (littéralement Rires) était une chaîne de télévision commerciale privée de la Communauté flamande de Belgique, appartenant initialement au groupe Concentra, puis rachetée en 2016 par le groupe Medialaan.

## Histoire de la chaîne
Lancée le 16 juillet 2013, Lacht était la seconde chaîne du groupe Concentra. Son nom, qui se traduit par rires, a volontairement une consonance proche de la première chaîne du groupe Acht (littéralement huit).
Durant toute la période de l'été 2013, Lacht était accessible gratuitement pour tous les clients de la télévision digitale de Telenet, avant de devenir payante dès le 23 septembre 2013. Durant cet été-la, la chaîne diffusait quatre programmes par semaine, afin de donner un aperçu de l'avenir de la chaîne aux téléspectateurs.
À partir de l'été 2014, Lacht était également disponible sur Belgacom TV (devenu depuis lors Proximus TV).
Le 1er juillet 2016, les chaînes Acht et Lacht sont reprises par Medialaan. Par la suite, Telenet annonça à travers sa plateforme de télévision digitale qu'il arrêterait la diffusion de Lacht. Medialaan mit fin aux programmes de la chaîne le 15 septembre 2016.

## Programmes
Comme son nom l'indique - Lacht signifiant rires en néerlandais -, la chaîne diffusait essentiellement des programmes humoristiques : sitcoms, satires, spectacles de stand up... La majorité des programmes était déjà visible sur Acht.